# Bataille de la crête de Bazentin
 (juillet 2022).
Première Guerre mondiale, 
Front de l'Ouest
Batailles
Bataille de la Somme
- Albert
- Crête de Bazentin
- Bois Delville
- Pozières
- Guillemont (en)
- Ginchy
- Flers-Courcelette
- Morval
- Crête de Thiepval
- Le Transloy
- Hauteurs de l'Ancre

La bataille de la crête de Bazentin est une bataille qui a marqué le début de la seconde phase de la bataille de la Somme. Elle a été lancée par la 4e armée britannique à l'aube du 14 juillet 1916. Désignée par un officier français comme « une attaque organisée par des amateurs pour des amateurs », c'est un grand succès pour les Britanniques, au contraire du désastre du premier jour de la bataille de la Somme. Cependant, au même titre que lors de cette première journée de bataille, les Britanniques ne peuvent exploiter leur avantage et percer les lignes allemandes. Avec le raidissement de la défense allemande ce premier succès débouche sur une période de guerre de positions sanglante.

## Contexte historique
Au lendemain du 1er juillet 1916, premier jour de la bataille de la Somme, les plans du général Douglas Haig sont complètement bouleversés. Au nord de la route reliant Albert à Bapaume l'attaque britannique échoue complètement. Au sud de cette route, les troupes britanniques en coordination avec le 20e corps d'armée français arrivent à capturer leurs objectifs, les villages Montauban et de Mametz. Par conséquent Haig décide de concentrer ses prochaines attaques dans le sud. La 4e armée du lieutenant-général Henry Rawlinson, responsable de l'ensemble du secteur britannique le 1er juillet, cède le secteur nord à l'armée de Réserve (la future 5e armée britannique) du lieutenant-général Hubert Gough.
Les troupes britanniques restent bloquées au nord de la Somme sur la première ligne de défense allemande, elles sont maintenant confrontées au sud de la rivière à une deuxième ligne complète de défenses qui s'étend le long de la crête de Thiepval dans le nord de cette zone, aux villages de Guillemont et Ginchy au sud. Dans la partie du front des villages de Mametz et Montauban, la deuxième position est située le long de la crête de Bazentin, elle passe par les villages de Bazentin-le-Petit, Bazentin-le-Grand et Longueval. À côté de Longueval se trouve le bois Delville. Ces villages deviennent les objectifs de la nouvelle offensive britannique.

## Intentions britanniques

### Les préparatifs de l'offensive britannique
Quinze jours avant le début de la bataille, la 4e armée mène une série d'opérations destinée à préparer une ligne de départ correcte pour l'assaut sur la crête. Durant cette période, les hommes de la 4e armée doivent capturer une série d'objectifs du premier jour non pris, au prix de très fortes pertes en hommes.
Le 3 juillet, la 9e (Scottish) division (en), en réserve du 13e corps d'armée le 1er juillet réussit à occuper le bois de Bernafay à l'est de Montauban tandis que la 19e (Western) division (en) capture La Boisselle lors de leur deuxième attaque. Le même jour, l'attaque de la 12e (Eastern) division (en) sur le village d'Ovillers, au nord de la route reliant Albert à Bapaume, est un échec. Le lendemain, la 9e division occupe le bois Caterpillar à l'ouest de Montauban. La progression du 15e corps d'armée dans le bois de Mametz est laborieuse. Les Allemands qui ont abandonné le bois le premier jour de la bataille de la Somme, le réoccupent le 4 juillet quand les Britanniques tentent de s'en emparer.
Le 7 juillet, une série d'attaques simultanées est réalisée sur les villages d'Ovillers, de Contalmaison et sur le bois de Mametz. Les 12e et 25e divisions obtiennent des progrès mineures sur Ovillers, par contre les attaques de la 17e (North) division (en) et de la 38e (Welsh) division sur Contalmaison sont des échecs. Les troupes galloises attaquent à nouveau le 10 juillet et parviennent à s'emparer du bois de Mametz à la seconde tentative, dans le même temps la 23e division (en) capture Contalmaison.
Du 3 juillet au 13 juillet, la 4e armée réalise 46 « actions » en préparation de la prochaine attaque générale. Ces différentes opérations sont à l'origine de 25 000 victimes. Rawlinson et Haig sont fortement critiqués pour cette approche fragmentée de la bataille qui cause souvent plus de pertes dans les rangs britanniques que dans les rangs allemands. Avec la capture de Contalmaison et du bois de Mametz, la 4e armée est maintenant en position pour attaquer la crête de Bazentin.

### Plan d'attaque britannique
Le plan de l'attaque du 14 juillet est conçu par le général Henry Rawlinson et par le lieutenant-général Congreve, le commandant du 13e corps d'armée, il diffère complètement du plan manqué du 1er juillet. L'attaque doit être menée par le 15e corps d'armée et le 13e corps d'armée. Le 15e corps doit attaquer sur l'aile gauche de la 4e armée britannique Bazentin-le-Petit et Bazentin-le-Grand. Le 13e corps doit attaquer sur l'aile droite Longueval. Chaque corps doit attaquer à l'aube à 3 h 25, avec deux divisions pour chaque corps d'armée. Les bataillons d'assaut doivent effectuer une marche de nuit puis sortir dans le no man's land large d'environ 1 100 mètres (1 200 yards) s'approcher au plus près des barbelés allemands et être prêts à se précipiter dans les tranchées allemandes lorsque le barrage d'artillerie sera levé.
L'attaque est précédée d'un bombardement d'artillerie très violent de cinq minutes. La préparation d'artillerie commence effectivement trois jours plus tôt, le 11 juillet, mais elle n'est pas aussi lourde que celle du 1er juillet. Cette préparation n'est pas identifiée comme telle par les troupes allemandes. Un gros effort d'artillerie est fourni pour les tirs de contre-batterie afin d'éliminer les canons allemands. le général Rawlinson dispose de 950 canons et d'obusiers, soit les deux tiers de la force de l'artillerie disponible le 1er juillet, mais le front de l'attaque est réduit à 5,5 km (6 000 yards) soit environ un quart du front d'attaque du 1er juillet (20 km ou 22 000 yards). Les objectifs sont révisés à la baisse, mais la 2e position allemande est fortement bombardée, environ 330 kg/m (660 livres par yard).
Le général Haig exprime des réserves sur le plan proposé. Il le considère trop complexe et qu'une marche de nuit par les troupes inexpérimentées de la Nouvelle Armée pourrait entraîner la confusion et le désarroi avant même le début de l'attaque. Haig propose un plan alternatif, impliquant d'attaquer à partir du bois de Mametz, où les lignes sont les plus proches puis d'aborder de flanc la position de Longueval. Toutefois, le plan de Rawlinson est retenu, Haig exige que la 18e (Eastern) division en réserve du 13e corps occupe le bois du Trônes à l'extrême droite des positions des lignes de la 4e armée.

## Bataille

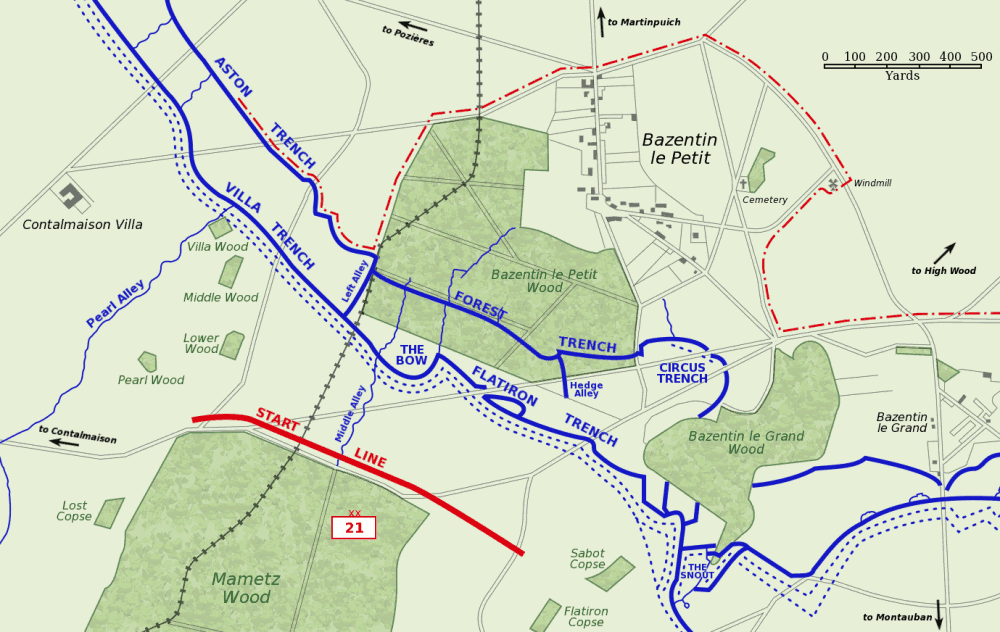
Carte de la seconde ligne allemande face à la britannique autour de Bazentin-le-Petit, le 14 juillet 1916. La ligne pleine rouge correspond à la ligne de départ, la ligne en trait mixte rouge, l'avance alliée à.

La portion de ligne allemande entre Bazentin-le-Petit et Longueval est tenue par la IIIe division de la Garde. À 3 h 20, l'artillerie britannique entame un bombardement intense sur les tranchées allemandes. À 3 h 25, le bombardement est déplacé sur les tranchées de deuxième ligne et dure deux minutes supplémentaires avant de se déplacer à nouveau. La première vague d'infanterie britannique doit occuper directement les tranchées de réserve, laissant les vagues suivantes éliminer les poches résiduelles de résistance. La surprise de l'attaque n'est pas complète partout. Dans certaines zones les défenseurs allemands reçoivent les troupes britanniques à coups de fusil et de tirs de mitrailleuse. Dans d'autres zones, les troupes allemandes de première ligne sont capturées directement dans leurs abris. Comme dans le cas de l'attaque du 1er juillet, les fils de fer barbelés ne sont pas tous coupés de façon homogène, parfois ils sont devenus inexistants alors que dans d'autres endroits ils ne sont pas coupés.
Sur la gauche du front d'attaque du 15e corps d'armée, la 21e division (en) attaque du bois de Mametz traverse le no man's land pour atteindre le bois de Bazentin-le-Petit. À la droite du front d'attaque, la 7e division traverse pendant le bombardement de barrage britannique 900 mètres (1 000 yards) du no man's land pour placer ses bataillons chargés de l'attaque à moins de 90 mètres (100 yards) de la première ligne allemande. La 7e division est confrontée à un complexe de tranchées allemandes fortement défendu — tranchée Flatiron, tranchée Malboro et le museau —, au-delà duquel se trouve le bois de Bazentin-le-Grand. Les deux divisions du 15e corps d'armée atteignent leurs objectifs, en milieu de matinée elles réussissent à capturer le village de Bazentin-le-Petit.
Sur la droite, la 3e division et la 9e (Scottish) division (en) du 13e corps d'armée attaquent entre Bazentin-le-Grand et Longueval. À la droite du dispositif du 13e corps, la 9e (Scottish) division comprend la brigade sud-africaine qui se trouve en réserve à Canoy. Cette division attaque Longueval et une partie du bois Delville mais est incapable de prendre la redoute allemande de la ferme de Waterlot.
La 3e division attaque de Montauban vers Bazentin-le-Grand, mais les résultats sont faibles. Le fil de fer allemand reste en état et les défenseurs se montrent agressifs. Le barrage défensif allemand se déclenche dans le no man's land, il rate les bataillons d'assaut mais touche les vagues de soutien. Ainsi le 7e bataillon du Shropshire Light Infantry King à la 8e brigade a huit officiers et 200 hommes du rang tués par le barrage d'artillerie. Conformément aux exigences de Haig, la 18e (East) division attaque du bois de Bernafay et de l'est de Montauban et capture le bois du Trônes.
Après la réorganisation du front de la Somme côté allemand, le général Sixt von Armin prend en charge le front compris entre Longueval et les hauteurs de l'Ancre le 14 juillet, il ordonne aux troupes sous ses ordres de s'accrocher au terrain. La VIIe division du IVe corps qui se déplace entre le bois de Bazentin-le-Petit et Pozières pour renforcer la 183e division allemande renforce la partie du front attaqué. De même des éléments de la 185e division allemande, des XVIIe et XXVIe divisions de réserve, de la IIIe division de la Garde et une partie du 60e Régiment de Landwehr sont envoyés renforcer le front à l'ouest de Longueval. Les Allemands se rassemblent sur une nouvelle ligne de défense. Lorsque vers 21 h 40 (ou 20 h 40 à l'heure britannique) Sixt von Armin apprend que la cavalerie britannique atteint High Wood ; il envoie l'intégralité de ses réserves (les VIIIe et Ve divisions, la XXIVe division de réserve et la VIIIe division de réserve bavaroise). Après analyse de la situation, Sixt von Armin annule les mouvements de la Ve division et de la VIIIe division de réserve bavaroise.
High Wood : Alors que les progrès sur le flanc droit de l'attaque sont lents et que la prise de Longueval est en cours, le 15e corps prend le contrôle des villages de Bazentin-le-Petit et de Bazentin-le-Grand à 9 h, la percée tant attendue est toute proche. De la crête de Bazentin, les troupes britanniques peuvent se rassembler et se diriger vers le nord-est à travers une vallée peu marquée en direction de High Wood, qui forme la troisième position allemande encore incomplète. Sur ce versant de la colline, il n'y a pas trace d'Allemands et les champs de blé sont peu marqués par les tirs d'obus, ces terrains sont parfaitement adaptés à la cavalerie.
Avant de progresser davantage, les généraux britanniques, le brigadier-général Potter de la 9e brigade de la 3e division et le major-général Watts commandant de la 7e division, ordonnent de procéder à des reconnaissances. Ces dernières indiquent que High Wood paraît vide. Une demande du 15e corps à la 4e armée pour permettre d'utiliser la brigade de réserve de la 7e division pour occuper High Wood. Cette demande est rejetée, les officiers de la 4e armée souhaitent conserver cette troupe pour faire face aux contre-attaques allemandes. Ils envisagent d'employer à la place la 2e division de cavalerie indienne.

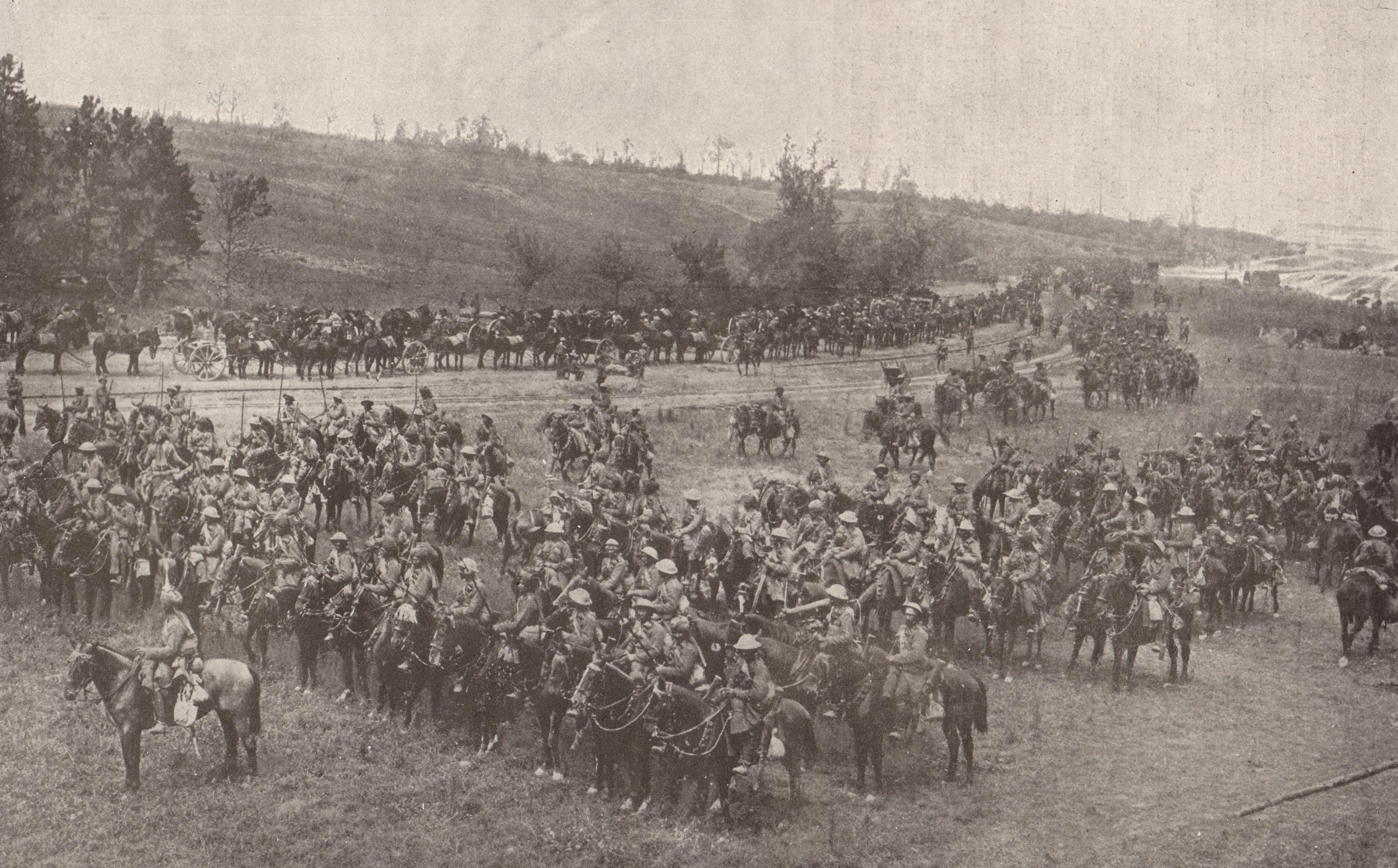
Cavalerie indienne des Deccan Horse durant la bataille de la crête de Bazentin. Les lances seront utilisées lors de charge le 14 juillet 1916.

La 2e division de cavalerie indienne est positionnée à Morlancourt, à six km (quatre miles) au sud d'Albert, elle doit traverser le champ de bataille retournée par les obus sur lequel les Britanniques progressent depuis quinze jours. L'ordre de déplacement de la division est donnée à 7 h 40 mais à midi, elle atteint seulement Carnoy, loin derrière l'ancien front britannique. À 12 h 15, le quartier-général de la 4e armée ordonne à la 7e division d'avancer ; l'ordre est annulé car Longueval n'est toujours pas dégagée et les canons allemands peuvent prendre en enfilade les troupes qui progressent vers High Wood.
Enfin, à 19 h, la 2e division de cavalerie indienne arrive en position. Deux régiments, le 7e Dragoon Guards et le 20e cheval Deccan, passent entre Bazentin-le-Grand et Longueval et chargent à la lance en direction de High Wood. Malheureusement, l'occasion d'une prise rapide de High Wood est passée. Les Allemands se sont ralliés après le choc de la matinée et commencent à s'infiltrer de nouveau dans High Wood. Les cavaliers sont atteints par des tirs d'artillerie et de mitrailleuses.
Néanmoins, les régiments de cavalerie atteignent High Wood, ils tuent plusieurs soldats allemands et en capturent trente-deux. Ils tiennent la position la nuit du 14 au 15 juillet sans être renforcés. Le reste de la 2e division de cavalerie indienne doit se retirer sur leurs bivouacs. Le lendemain matin, les Dragoon Guards et Deccan cheval se replient.
Pendant ce temps, la 33e division, en réserve du 15e corps, commence à se déplacer vers l'avant via Fricourt à 14 h et devrait atteindre la crête Bazentin. La division reçoit l'ordre de passer à travers les positions de la 21e division le jour suivant et de continuer à progresser en direction de High Wood. La situation est confuse, les officiers supérieurs croient que High Wood est capturé. La 100e brigade de la 33e division est chargée d'occuper le bois de High Wood, elle ne peut finalement que creuser des tranchées dans la pointe sud du bois devant la présence de troupes allemandes. High Wood n'a pas été capturé.
Le 15 juillet, l'état-major charge la 100e brigade de traverser la vallée au nord en longeant High Wood sur son flanc droit pour atteindre Martinpuich. Les protestations des officiers de la brigade sont ignorées, l'attaque se déroule à 9 h après une demi-heure de bombardement préliminaire. Prise sous des feux en enfilade des mitrailleuses allemandes de High Wood, l'attaque ne débouche nulle part. Une compagnie du 16e bataillon, King's Royal Rifle Corps (the Church Lads Brigade Pals battalion) est chargée de sécuriser High Wood en appui de l'attaque, 200 soldats entrent dans le bois, seuls 67 en sortent.

## Bilan

### Conséquences militaires
L'absence d'exploitation réelle des succès obtenus dans la matinée du 14 juillet, va entraîner de nombreuses pertes au sein de la 4e armée britannique. Il faudra deux mois de luttes sanglantes pour capturer High Wood. Après la perte de crête de Bazentin, les Allemands construisent une nouvelle ligne de tranchée, connue sous le nom de la ligne Switch. Cette tranchée relie leur deuxième position près de Pozières à leur troisième position en cours de construction sur la crête suivante. Cette ligne passe par la pointe nord de High Wood. La ligne de tranchée ne peut être prise sans prendre également High Wood et réciproquement. Il faut donc attendre la prochaine grande offensive, la bataille de Flers-Courcelette, le 15 septembre pour que High Wood et la ligne Switch soient capturés.
Une situation similaire se déroule au bois Delville qui est l'objet d'une lutte implacable entre Allemands et Alliés lors du mois de juillet. Ayant manqué la deuxième position allemande, l'attention des Britanniques se porte sur les flancs de leur attaque. Sur la droite, après la prise du bois Delville, les villages de Guillemont et de Ginchy sont les nouveaux objectifs pour pouvoir aligner les lignes britanniques sur les lignes françaises. Sur la gauche, le point fortifié allemand de Pozières protège la deuxième position au nord de la route Albert - Bapaume.
L'attaque à l'aube du 14 juillet montre que les Britanniques ont enfin trouvé la formule des batailles victorieuses dans la guerre des tranchées combats mais toutes les leçons n'ont pas été tirées des attaques de juillet. Dans la nuit du 22 juillet au 23 juillet, la 4e armée organise une attaque de nuit impliquant six divisions qui échoue. L'attaque est correctement coordonnée mais la préparation d'artillerie est insuffisante. Les Allemands s'adaptent également aux attaques et organisent une défense plus souple qui entraîne une diminution du nombre de défenseurs dans la tranchée de première ligne.

### Pertes
Cette bataille est responsable de 9 194 pertes à la 4e armée. La 9e (Scottish) division compte 1 159 victimes, 2 322 pour la 3e division, 2 819 pour la 7e division et 2 894 pour la 21e division. Le 16e régiment d'infanterie bavarois compte 2 300 pertes.

## Pour approfondir